# 李准 (作家)
李准（1928年7月4日—2000年2月2日），原名李铁生，本姓木华梨，男，蒙古族，河南洛阳人，中国大陆小说家、电影剧本家，中国共产党党员。李准曾出任中国现代文学馆馆长和中国作家协会副主席。

## 生平

### 早年
1928年，李准出生在河南省洛阳县麻屯镇的教师家庭。祖父李祖莲、伯父李明昭、叔父李明善都是教师，父亲李明选是商人，母亲杨氏出身于医生家庭。
1934年，6岁的李准到麻屯镇小学读书，后来考入洛阳县常袋镇达德中学。1942年，河南省大干旱大饥荒，李准逃难到陕西省西安市。15岁时，李准被家里送到洛阳车站恒源盐栈当学徒，业余时间在“聋子书店”借书。17岁时，李准到麻屯镇邮政所当邮递员。19岁时，李准在麻屯镇戏剧团学习戏曲。1948年，李准在豫西中州银行当职员，后来调到洛阳市干部文化学校当语文教师。

### 中年

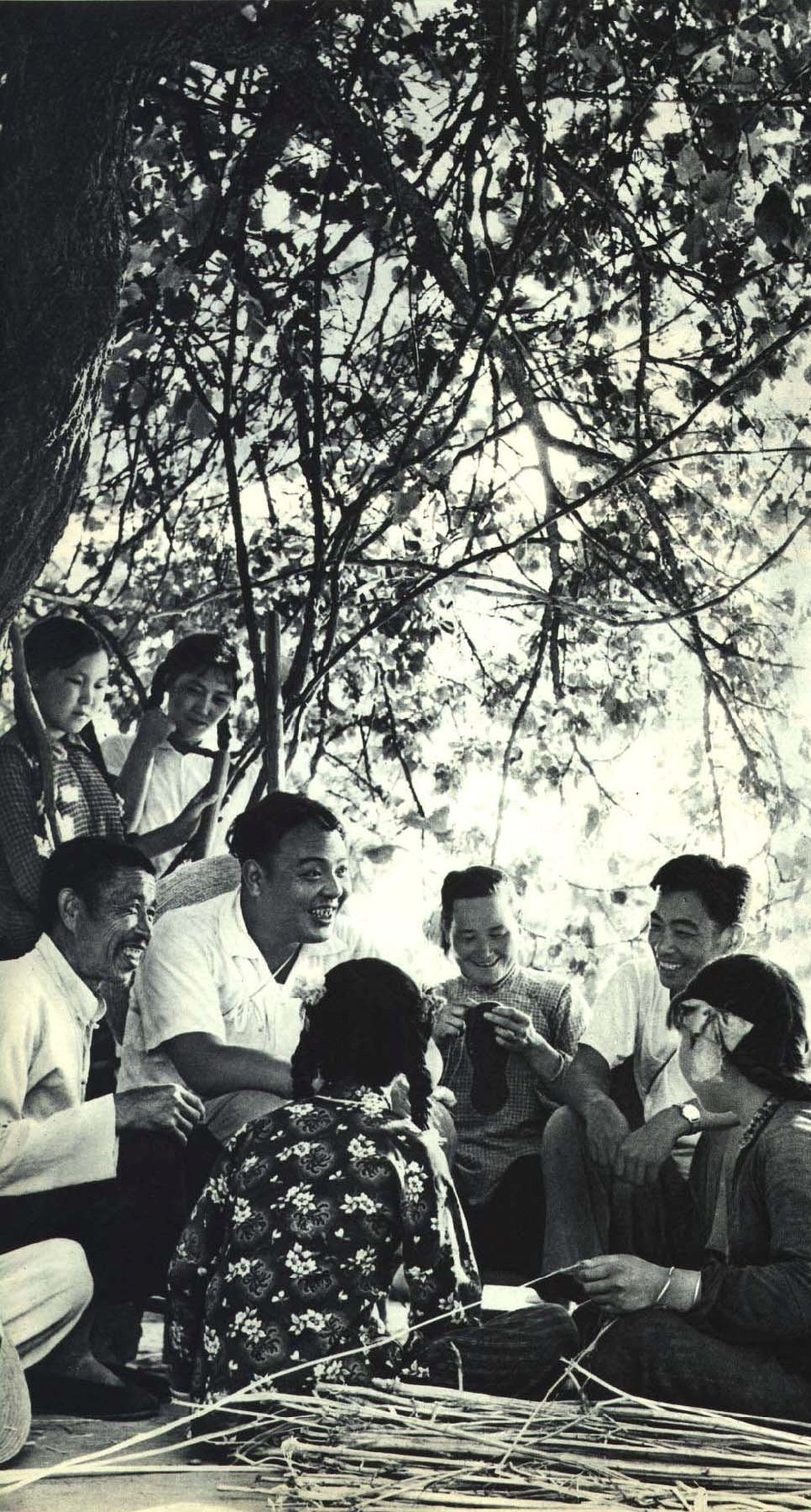
1963年的李准，位于左二

1953年，李准开始发表作品。1954年，李准调到郑州的农村工作。1955年，李准调到河南省文联工作，同年，李准被任命为人大代表。32岁时，李准加入中国共产党，同时被任命为中国作家协会理事。1964年，李准被任命为人大代表和全国青联委员。1966年，毛泽东发起文化大革命，李准被划分为“黑帮分子”，接受中华人民共和国政府的批斗，之后劳动改造，下放到周口市的牛棚。1980年，李准被任命为人大代表、河南省文联副主席、河南省作家协会主席、中国电影家协会河南省主席。

### 晚年
1981年，李准调到北京工作。1990年，李准被任命为中国现代文学馆馆长。1996年，李准被任命为中国作家协会副主席。2000年，李准在北京病逝。

## 作品

### 长篇小说
- 《黄河东流去》上下册，1979年、1985年北京出版社

### 中短篇小说
- 《不能走那条路》1955年湖北人民出版社
- 《李双双小传》1961年作家出版社

### 电影剧本
- 《老兵新传》1959、*《李双双》1962、
- 《大河奔流》1978、*《王结实》、
- 《牧马人》1982、*《高山下的花环》1984、
- 《清凉寺钟声》1991、*《老人与狗》1993、

### 自传
- 《李准文学回忆录》2021年广东人民出版社

### 文集
- 《李准全集》全5卷，1998年九州出版社（长篇、中短篇、散文随笔各1卷，电影戏剧剧本2卷）

## 奖项
- 1963年，《李双双》荣获中国电影百花奖最佳电影编剧奖。
- 1981年，《王结实》荣获全国优秀短篇小说奖、第五届中国电影金鸡奖最佳编剧奖。
- 1985年，《黄河东流去》荣获第二届茅盾文学奖。